# سارجنتس (کلرادو)
سارجنتس (به انگلیسی: Sargents) یک منطقهٔ مسکونی در ایالات متحده آمریکا است که در شهرستان سگوایچ، کلرادو واقع شده‌است. سارجنتس ۲٬۵۸۴ متر بالاتر از سطح دریا واقع شده‌است.